# Sedlo (geografija)
Sedlo je v geomorfologiji in toponomastiki širši in zložnejši prehod čez gorsko sleme iz ene doline v drugo dolino. 